# 앤트그룹
앤트그룹(Ant Group, 蚂蚁集团, 과거 명칭: 앤트파이낸셜/영어: Ant Financial, 중국어: 蚂蚁金服)은 중국의 핀테크 회사로 알리바바 그룹의 계열사이다. 과거에는 알리페이(Alipay)라는 이름으로 알려졌으며 본사는 저장성 항저우시 시후구에 있다. 세계에서 가장 가치가 높은 핀테크 회사로서 1,500억 미국 달러의 평가액을 가진 세계에서 가장 가치 있는 유니콘 기업이다.

## 역사
2014년 10월 16일을 기해 알리페이(Alipay)가 앤트파이낸셜로 리브랜딩했다. 앤트파이낸셜은 2015년에 중국투자유한책임공사, 중국건설은행, 중국인수보험, 중국우정, 국가개발은행금융, 춘화자본집단으로부터 45억 미국 달러 규모의 자금을 조달받았다. 2015년 기준으로 앤트파이낸셜의 기업 가치는 450억 미국 달러로 평가되었다.
앤트파이낸셜은 2016년 4월 26일 기준으로 4억 5,000만 명 규모의 연간 이용자를 보유하고 있었으며 크레디 스위스는 중국의 온라인 결제 처리의 58%가 알리페이를 통해 진행되고 있다고 판단했다. 앤티파이낸셜은 2016년 9월에 아이베러파이(EyeVerify Inc.)를 인수했다. 앤트파이낸셜의 기업 가치는 2017년 1월 하순 기준으로 600억 미국 달러로 평가되었다.
2017년 1월 26일에는 앤트파이낸셜이 머니그램 인터내셔널(MoneyGram International)을 8억 8,000만 미국 달러에 인수하는 거래를 발표했지만 2018년 1월에 미국 외국인투자심의위원회(CFIUS)가 미국의 국가 안보를 이유로 승인을 거절하면서 인수를 철회했다. 《월스트리트 저널》은 2019년 3월에 앤트파이낸셜의 플래그십 스토어인 톈훙 기금의 자금 시장 펀드가 세계 최대 규모라고 보도했으며 앤트파이낸셜의 모바일 결제 네트워크인 알리페이의 이용자가 중국 인구의 1/3을 넘는 5억 8,800만 명 이상으로 추산했다.